# Brelików
Brelików dawniej też Brylików – wieś w Polsce położona w województwie podkarpackim, w powiecie bieszczadzkim, w gminie Ustrzyki Dolne w dolinie potoku Wańkówki.
W II Rzeczypospolitej wieś w powiecie leskim województwa lwowskiego. 30 lipca 1944 nacjonaliści ukraińscy z OUN-UPA zamordowali we wsi Ropienka 8 Polaków z Brelikowa.
W latach 1975–1998 miejscowość administracyjnie należała do województwa krośnieńskiego.
Wierni kościoła rzymskokatolickiego należą do parafii Matki Bożej Różańcowej w Wańkowej.

## Części wsi
| SIMC    | Nazwa      | Rodzaj    |
| ------- | ---------- | --------- |
| 0358227 | Za Działem | część wsi |